# Goračino
Goračino (makedonsky: Горачино) je vesnice v Severní Makedonii. Nachází se v opštině Štip ve Východním regionu.

## Demografie
Podle sčítání lidu z roku 2002 žije ve vesnici 16 obyvatel, všichni jsou makedonské národnosti.
| Rok          | 1948 | 1953 | 1961 | 1971 | 1981 | 1991 | 1994 | 2002 |
| ------------ | ---- | ---- | ---- | ---- | ---- | ---- | ---- | ---- |
| Obyvatelstvo | 70   | 82   | 77   | 68   | 52   | 59   | 27   | 16   |